# Isabelle Vaughn
Isabelle Bristow Vaughn este un personaj ficțional din serialul american Alias. Ea este fiica lui Sydney Bristow și a lui Michael Vaughn. Evenimentele din perioada nașterii ei sunt punctele principale ale sezonului cinci. Julia Di Angelo joacă rolul acestui personaj în ultimul episod. 
Faptul că Sydney este însărcinată cu Isabelle este dezvăluit pentru prima dată la începutul sezonului 5, la puțin timp după ce Sydney și Vaughn sunt implicați într-un accident de mașină și după ce Vaughn este răpit în mod misterios și aparent omorât. Într-o discuție de mai înainte, cuplul hotărâse ca numele unui eventual copil să fie Isabelle -Sydney sugerase numele de Clementine, dar lui Vaughn nu i-a plăcut acest nume; apoi Sydney s-a gândit la numele de Isabelle, la care Vaughn s-a arătat de acord, spunând "Isabelle Bristow Vaughn".
Această discuție asupra numelui lui Isabelle a devenit mai apoi importantă, când Anna Espinosa, dându-se drept Sydney, a încercat să-l păcălească pe Vaughn. Acesta i-a întins o capcană, în care a menționat faptul că el a ales numele de Isabelle. Anna a căzut în această capcană, neștiind că Sydney a fost cea care a menționat pentru prima dată acest nume.
Sarcina lui Sydney a devenit punctul central al sezonului cinci, datorită sarcinii adevărate a lui Jennifer Garner -care urma să aibă un copil cu soțul ei, Ben Affleck. Acestă sarcină i-a creat anumite provocări lui Sydney, care, de câteva ori, i-au complicat misiunile secrete. 
Nașterea lui Isabelle s-a realizat cu ajutorul bunicii sale, Irina Derevko, care a ajutat-o pe Sydney în timpul travaliului într-o misiune din Vancouver, British Columbia, în episodul 99, "Maternal Instinct".
Odată ajunsă acasă, bunăstarea Isabellei a fost asigurată nu numai de mama ei, ci și de bunicul ei, Jack Bristow și de câțiva specialiști de la CIA.
Câțiva ani mai târziu, după ce Sydney i-a oprit definitiv pe Irina și pe Arvin Sloane, Isabelle este prezentată jucându-se fericită în casa de pe plajă alături de părinții ei și un frate mai mic, numit Jack, în onoarea bunicului său. Nepreocupată de viitor, (precum a fost arătată și Sydney la aceeași vârstă), ea este foarte fericită datorită vizitei "unchiului Dixon". În timp ce Dixon discută afaceri cu părinții Isabellei, ea se grăbește să își strângă jucăriile, la îndemnul tatălui ei. 
Printre jucării se află și niște blocuri de puzzle, aceleași pe care bunicul ei le-a folosit pentru a evalua subiecții pentru Proiectul Crăciun. La fel ca și mama ei, Isabelle asamblează puzzle-ul folosindu-și instinctele. Dar, spre deosebire de mama ei, Isabelle nu arată nimănui puzzle-ul rezolvat, ci îl doboară. 